# Euscelidia discors
Euscelidia discors är en tvåvingeart som beskrevs av Speiser 1913. Euscelidia discors ingår i släktet Euscelidia och familjen rovflugor. Inga underarter finns listade i Catalogue of Life.